# Kastor Notter
Kastor Notter (16 de fevereiro de 1903 – 9 de janeiro de 1950) foi um ciclista suíço. Foi ganhador do Campeonato da Suíça em Estrada em 1924, 1925 e 1927. Finalizou em quinto lugar na the Paris-Roubaix de 1926.

## Palmarés
- 1923
- Volta à Suíça Oriental
- Zurique-A Chaux-de-Fonds

- 1924
- Campeonato da Suíça em Estrada

- 1925
- Campeonato da Suíça em Estrada
- Tour de Berna

- 1926
- Romanshorn-Genebra

- 1927
- Campeonato da Suíça em Estrada
- Campeonato de Zurique